# Jupiler
Jupiler («Жюпиле») — бельгийская торговая марка пива, ведущий сорт которого — одноимённое пиво низового брожения, светлый лагер, изготавливаемый с 1966 года.
Принадлежит крупнейшему в мире производителю пива корпорации Anheuser-Busch InBev. Титульный спонсор ведущей футбольной лиги Бельгии, а также второй по иерархии футбольной лиги Нидерландов.
По данным производителя, Jupiler является самым популярным пивом на внутреннем рынке Бельгии.

## История

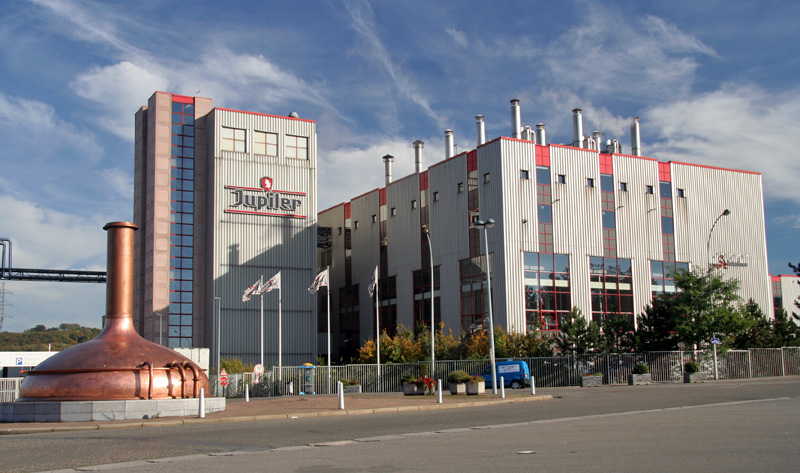
Современное здание пивоварни Piedboeuf в Льеже.

История пива Jupiler началась в 1966 году, когда пивоварня Piedboeuf, расположенная в бельгийском Льеже, выпустила на рынок пиво «Jupiler 5». Пиво было названо в честь местности Жюпий-сюр-Мёз (фр. Jupille-sur-Meuse), в которой и расположена пивоварня. Цифра «5» в названии указывала на содержание алкоголя в напитке, а также соответствовала количеству ингредиентов, использованных для его производства (вода, хмель, солод, дрожжи, кукуруза). Впоследствии эта цифра исчезла из названия, а пиво Jupiler постепенно стало ведущим брендом льежской пивоварни.
В 1987 пивоварня Piedboeuf стала соучредителем крупнейшей бельгийской пивоваренной корпорации Interbrew, которая в свою очередь в 2004 объединила активы с лидером пивного рынка Южной Америки компанией AmBev, образовав одного из ведущих производителей пива в мире InBev. Наконец в 2008 году состоялось слияние InBev с компанией Anheuser-Busch, в результате которого образовался крупнейший мировой производитель пива Anheuser-Busch InBev. Сейчас по классификации этого пивоваренного гиганта, в портфель брендов которой входят свыше 100 торговых марок, бренд Jupiler относится к категории «ведущих локальных брендов» (англ. Local champions).

## Маркетинг
Географически продвижение торговой марки Jupiler сосредоточено прежде всего на регионе Бенилюкса, где она удерживает ведущие позиции, занимая, в частности, первое место по популярности на территории Бельгии. Стратегия продвижения торговой марки базируется на позиционировании пива Jupiler как напитка настоящих мужчин. Основное рекламный лозунг торговой марки: «Мужчины знают почему» (фр. "Les hommes savent pourquoi").
В рамках этой маркетинговой стратегии торговая марка оказывает спонсорскую поддержку футбольным событиям в регионе. Коммерческое название Лига Жюпилер (Jupiler League) имеют ведущая футбольная лига Бельгии, а также второй по иерархии футбольный дивизион Нидерландов. Также торговая марка выступает спонсором национальной сборной Бельгии по футболу. При рекламировании торговой марки во время спортивных событий её рекламный лозунг несколько меняется и звучит как «Болельщики знают почему» (фр. "Les supporters savent pourquoi").

## Разновидности
Ведущим сортом бренда Jupiler является светлый лагер, известный как Jupiler Classique или просто Jupiler, с содержанием алкоголя на уровне 5,2 %. Кроме него под этой торговой маркой производятся другие сорта:
- Jupiler NA — безалкогольное пиво с содержанием алкоголя до 0,5 %.
- Jupiler Blue — облегченная версия оригинального пива Jupiler с содержанием алкоголя 3,3 %.
- Jupiler Tauro — крепкое пиво с содержанием алкоголя 8,3 %.